# Pirro Angjeli
Pirro Angjeli (auch Piro Angjeli; * 5. März 1929 in Tirana) ist ein ehemaliger albanischer Radrennfahrer und nationaler Meister im Radsport.

## Sportliche Laufbahn
Angjeli war im Straßenradsport aktiv und Mitglied des SK Tirana. 1946 und 1949 gewann er die Albanien-Rundfahrt (Tour of Albania). 1950 siegte er in der nationalen Meisterschaft im Straßenrennen.
In der Internationalen Friedensfahrt startete er fünfmal. 1949 kam er auf den 18. Gesamtrang, 1954 wurde er 71. und 1956 89. 1952 und 1955 war er ausgeschieden.